# XIII.Stoleti
XIII Století (укр. XIII століття) — чеський gothic-rock гурт з багатим музичним доробком. Лідер групи XIII. Století — Petr Štěpán. Упродовж розвитку учасники гурту змінювались багато разів. Проте оригінальні учасники, вокаліст Petr Štěpán та барабанщик Pavek Štěpán (брат Petra), залишаються незмінними учасниками гурту і до сьогодні. Спочатку гурт був відомий під панк-роковою назвою Hrdinove Nove Fronty (H.N.F.).

## Хронологія визначних подій для гурту

### Демозаписи та альбоми «Amulet» і «Gotika»
Роком створення гурту можна вважати 1990 рік. В 1991 році було записано перший демозапис під назвою «Vampir Songs for Agnes». Спочатку цей запис був доступний лише на касетах, але згодом його було видано на CD «Vampire Songs — tajemství gothických archivů».
У 1992 році було видано перший CD-альбом гурту «Amulet», у якому було присутнє нове звучання електрогітар, а також у якому було відчутний вплив мотивів легендарних «The Sisters of Mercy». У текстах того періоду починають з'являтися мотиви «готичної» тематики — згадки про кімнати старих замків, про таємничих істот ХІІІ століття: вовкулак, чарівників та демонів.
Другий альбом «Gotika» (1994) став популярнішим за попередній. У ньому на перший план виходять клавіші, композиції стають тривалішими, проте ще доволі добре відчутно, що гурт знаходиться у пошуках свого власного стилю. Як і перший альбом Amulet", другий альбом «Gotika» було видано компанією «Monitor». Щоправда, пізніше XIII. Století починають співпрацю уже із «Happy Music», де видали свої наступні три gothic-rock'ові альбоми.

### Альбоми «Nosferatu», «Werewolf», «Ztraceni v Karpatech» та «Metropolis»
У 1995 році гурт випускає драйвовий «Nosferatu», який вважається одним з найкращих альбомів XIII. Století. Тексти лідера гурту, Petr Štěpána, за стилістою нагадують пісні із дебютного альбому. До прикладу, тексти пісні «Knihe Nosferatu» сповнені розповідей про чорну магію, ангелів та ритуальні таємниці, а пісня «Květy zla», якою закінчується альбом, — оповіддю про похмуру славу визначної історичної постаті та жорстокого інквізитора Торквемади.
У 1996 році тією ж компанією видається наступний, 4-ий за рахунком, альбом «Werewolf». Несамовиті та у більшості розкуті композиції з цього диску переносять слухача до оспіваних у першому альбомі румунських гір, що у Трансильванії — королівства перевертнів, самогубць, вампірів та й усілякого роду інших магічних образів. В альбомі уже було використано додаткові сесійні інструменти, що додало гурту нового звучання: скрипка, флейта та віолончель. Саме цей факт пояснює, чому пісні з «Werefolf» переважно не виконувались гуртом наживо.
1998 року видано у світ уже 5-ий студійний альбом «Ztraceni v Karpatech». Саме з нього, варто відзначити, був і хіт «Elizabeth», де мова йшла про легендарну Елізабет Баторі. Сам хіт упродовж великого проміжку часу був у багатьох хіт-парадах Європи, а також став символом самого гурту.
Цього ж року лідер XIII Století видає свою книгу «Kniha Nosferatu (Vampírská bible)»(Книга Носферату — Біблія Вампіра). У ній Petr пише про окультизм, містичний вплив повного місяця, чорну магію, цвинтарних вампірів, Дракулу, Беллу Люґоші. Перевидання книги відбулось у 2003 році.
Весною 2000 з'являється новий альбом «Metropolis», який дещо нагадує 2-ий альбом «Gotica» (1994). Атмосфера, передана в альбомі, уже темніша та все більше схиляється до балад. Найпомітнішою композицією з альбому стала «Bela Lugosi is Dead» — кавер-версія на відомих «Bauhaus».

### Нове тисячоліття у творчості гурту
У 2001 році гурт запрезентував альбом «Karneval (Best of Gothic Decade 1991—2001)» — збірку з останніх альбомів, а також пісень, які не увійшли до жодного. Цього ж року відбувся ряд виступів у Чехії (2001—2002), після чого гурт припинив свою творчу діяльність на невизначений термін. Майже після річної перерви XIII. Století збираються у попередньому складі. Імідж Petr Štěpán змінюється — довге волосся Petr замінив ірокезом.
Альбом «Vendetta» (2004) уже відрізнявся від того, що до того багато хто звик називати «готикою». Звучання «Vendetta» стало більш «роковим» (хоча клавіші й надалі залишаються на передньому плані), тексти стають переважно англомовними. Цього ж року гурт опинився на межі розпаду, проте у 2005 році виходить «Vampir Songs», а наступного року гурт ще більше тішить своїх прихильників DVD-збіркою із записами концертів, теле-дисками та фотогалереєю гурту.
Наразі XIII. Století є доволі популярним gothic-rock гуртом у Словаччині та Польщі. Особливої популярності набули після свого виступу на фестивалі «Castle Party» 1999 року, який щорічно проходить у містечку Болькув, що коло Вроцлава). Участь у фестивалі збільшила популярність гурту та кількість прихильників гурту не лише у Польщі, а їй за її межами у багатьох країнах Західної Європи.
Окрім музики для XIII. Století, Petr Štěpán також пише інструментальну музику для театральних вистав, у яких також грає ролі.

## Додаткова інформація про гурт

### Склад гурту
- Petr Stepán — автор текстів, музики, вокаліст і гітарист;
- Pavel Stepán — барабани;
- Martin Soukup — бас-гітара;
- Ollie Ryšavá — клавішні.

### Дискографія
- 2024 — Noc vlků
- 2005 — Vampir Songs
- 2004 — Vendetta
- 2000 — Metropolis
- 1998 — Ztraceni v Karpatech
- 1996 — Werewolf
- 1995 — Nosferatu
- 1994 — Gotika
- 1992 — Amulet